# Avião anfíbio
Avião anfíbio é uma aeronave que pode decolar e pousar tanto no solo (aterrissagem) quanto na água (amerissagem). É tipicamente de asa fixa, embora também existam helicópteros anfíbios. As aeronaves anfíbias de asa fixa são hidroaviões (com fuselagem em forma de casco ou com flutuadores)  também equipados com trem de pouso, às custas de peso e complexidade extras, além de menor alcance e maior consumo de combustível em comparação com aviões projetados especificamente para operação somente em terra ou somente na água. Alguns anfíbios são equipados com quilhas reforçadas que atuam como esquis, permitindo-lhes pousar na neve ou no gelo com suas rodas localizadas num nível um pouco acima.

## Desenho
Os hidroaviões geralmente têm flutuadores que são intercambiáveis com trem de pouso com rodas, resultando assim numa aeronave capaz de pousar em terra. No entanto, nos casos em que isso não é prático, os hidroaviões anfíbios, como a versão anfíbia do  DHC Otter, incorporam rodas retráteis dentro de seus flutuadores.
Muitas aeronaves anfíbias são do tipo flying boat (en, "barco voador" - hidroavião e/ou anfíbio de casco). Essas aeronaves, e aquelas projetadas como hidroaviões com um único flutuador principal sob a linha central da fuselagem (como o Loening OL e o Grumman J2F), exigem flutuadores extras sob as asas para fornecer estabilidade lateral, de modo a evitar o mergulho de uma ponta de asa, o que pode destruir uma aeronave se acontecer em velocidade, ou pode fazer com que a ponta da asa se encha de água e afunde se estiver parada. Enquanto estes impõem peso e arrasto, a aeronave anfíbia também enfrenta a possibilidade de ser danificada ao operar a partir de uma pista. Uma solução comum é torná-los retráteis, como os encontrados no Consolidated PBY Catalina; no entanto, estes são ainda mais pesados do que os flutuadores fixos. Algumas aeronaves podem ter os flutuadores de ponta removidos para uso prolongado em terra. Outros anfíbios, como o Dornier Seastar, possuem  sponsons (estruturas semelhantes a "pequenas asas") montadas quase no mesmo nível da barriga da fuselagem em forma de casco. Isso pode fornecer a estabilidade necessária, enquanto os demais anfíbios geralmente evitam o problema dividindo seus requisitos de flutuabilidade entre dois flutuadores, como um catamarã.
Alguns hidroaviões não anfíbios podem ser confundidos com anfíbios (como o Shin Meiwa US-1A) que carregam seu próprio equipamento de pouso. Normalmente, este é um aparato com rodas ou conjunto temporário de rodas usado para permitir que um hidroavião seja movido em terra. Também pode aparecer como um material rodante convencional. Estes não são construídos para suportar o impacto do pouso da aeronave sobre eles. Um anfíbio pode sair da água sem que ninguém entre na água para prender suas rodas (ou mesmo ter alguma à mão), mas um material rodante totalmente funcional é pesado e afeta o desempenho da aeronave, e não é necessário em todos os casos, então uma aeronave pode ser projetada para transportar sua própria.

## Perigos
Um problema ocasional com os anfíbios é garantir o trem de pouso esteja na posição correta para o pouso, momento em que ocorre o maior número de acidentes. Em operação normal, o piloto utiliza uma checklist, verificando cada item. Como os anfíbios podem pousar com o trem recolhido ou abaixado, o piloto deve tomar cuidado extra para garantir que eles esteja na posição correta para o local de pouso escolhido. As rodas de pouso em terra podem danificar a quilha (a menos que seja feita na grama molhada, uma técnica ocasionalmente usada por pilotos de barcos voadores puros), enquanto as rodas de pouso na água quase sempre virarão a aeronave de cabeça para baixo, causando danos substanciais.

## Uso

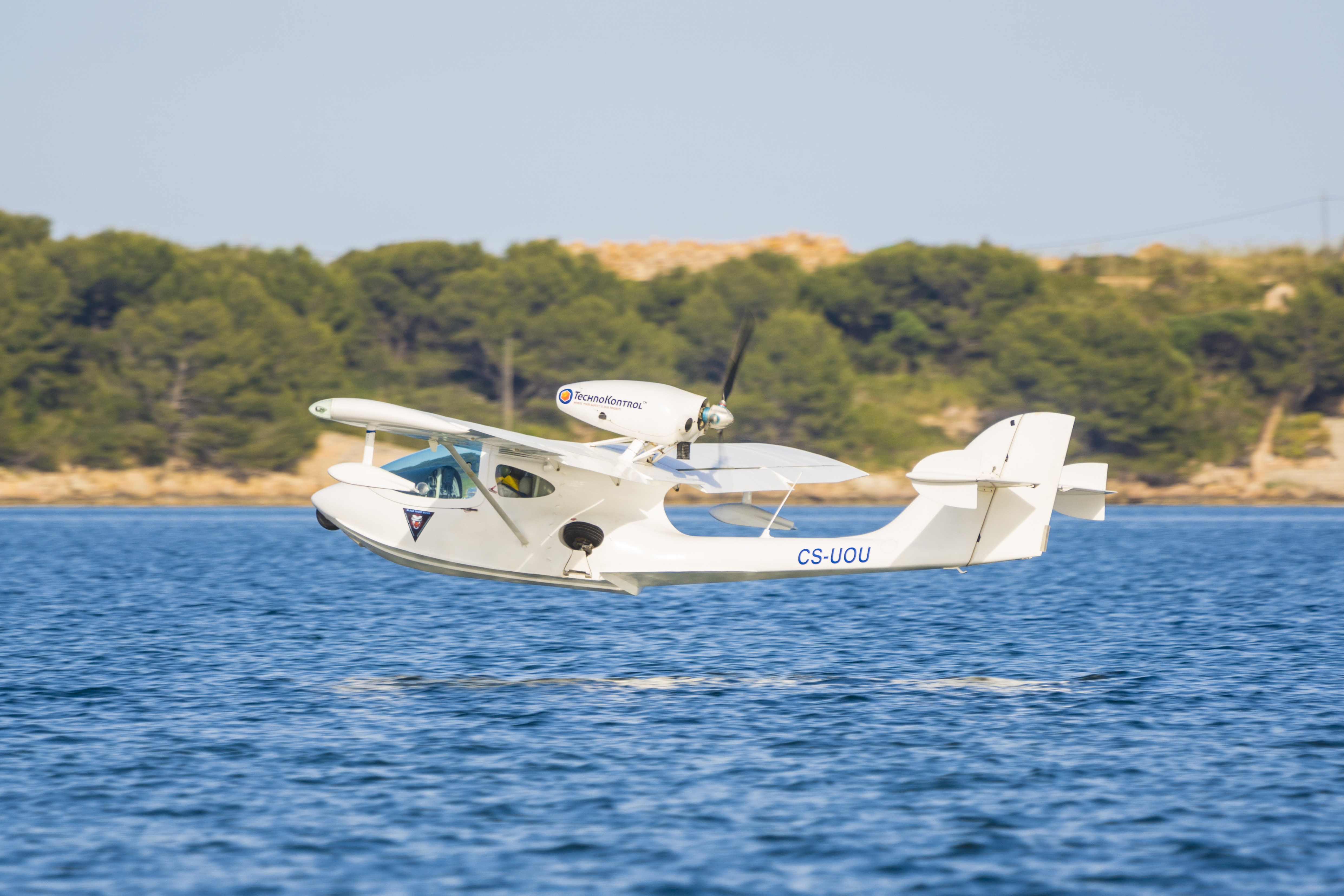
Seamax M-22.

As aeronaves anfíbias são mais pesadas e lentas, mais complexas e mais caras de comprar e operar do que os aviões terrestres comparáveis. No entanto, eles também são mais versáteis. Mesmo que eles não possam pairar ou pousar verticalmente, eles competem favoravelmente com helicópteros para alguns trabalhos e podem fazê-lo a um custo significativamente menor. As aeronaves anfíbias também podem ser muito mais rápidas e ter um alcance mais longo do que os helicópteros, e podem atingir quase o alcance das aeronaves terrestres, porque a asa de um avião é mais eficiente do que o rotor de elevação de um helicóptero. Isso torna aeronaves anfíbias, como o Grumman HU-16 Albatross e o ShinMaywa US-2, úteis para tarefas de resgate aéreo-marítimo de longo alcance. Além disso, as aeronaves anfíbias são particularmente úteis como bush planes que possibilitam transporte leve em áreas remotas. Nessas áreas, muitas vezes eles têm que operar não apenas a partir de pistas de pouso, mas também de lagos e rios. Anfíbios são empregados na aviação desportiva. Um exemplo de avião anfíbio nesta categoria é Seamax M-22.

## História

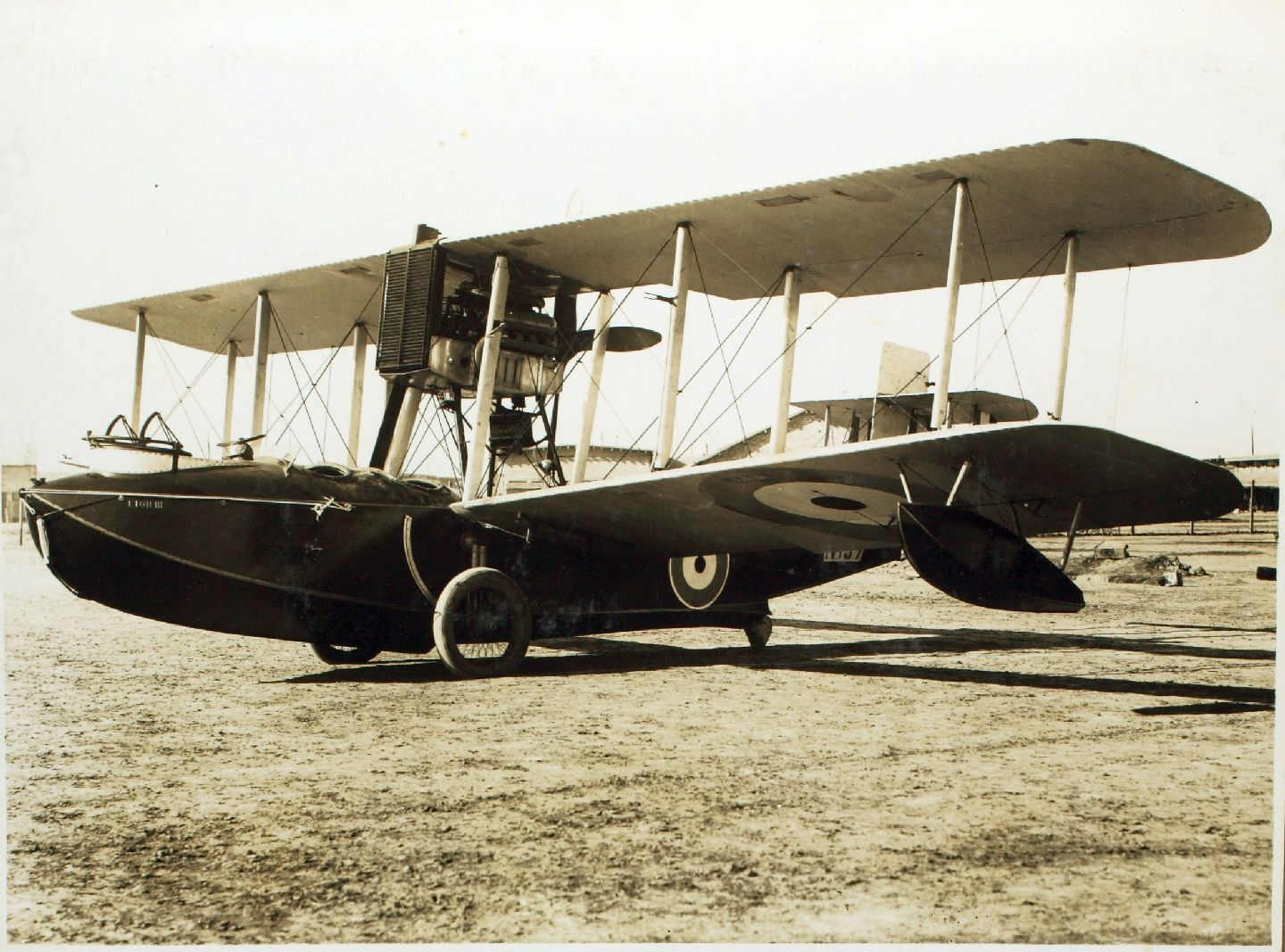
Vickers Viking: o primeiro avião anfíbio do mundo.

No Reino Unido, tradicionalmente uma nação marítima, um grande número de anfíbios foram construídos no período entreguerras e o primeiro avião anfíbio da história foi o britânico Vickers Viking, construído em 1918. O Vickers Viking o Supermarine Seagull, este fabricado a partir do início da década de 1920, foram usados para exploração e tarefas militares, incluindo busca e resgate, artilharia e patrulha antissubmarino. O mais notável foi o Short Sunderland, que realizou muitas patrulhas antissubmarino sobre o Atlântico Norte em missões de 8 a 12 horas de duração. Estes evoluíram ao longo do período entreguerras para culminar no pós-2ª Guerra Mundial no Supermarine Seagull, que deveria ter substituído o Supermarine Walrus e o Supermarine Sea Otter durante a guerra, mas foi ultrapassado por avanços em helicópteros.
Começando em meados da década de 1920 e indo até o final da década de 1930 nos Estados Unidos, a Sikorsky produziu uma extensa família de anfíbios (o S-34, S-36, S-38, S-39, S-41, S-43) que foram amplamente utilizados para exploração e como aviões em todo o mundo, ajudando a desbravar muitas rotas aéreas no exterior onde os "barcos voadores' maiores não podiam ir, e ajudando a popularizar os anfíbios nos EUA. A Grumman Corporation, retardatária no jogo, introduziu um par de aeronaves anfíbias utilitárias leves - o Grumman G-21 Goose e o Grumman G-44 Widgeon durante o final da década de 1930 para o mercado civil. No entanto, seu potencial militar não pôde ser ignorado, e muitos foram ordenados pelas forças armadas dos EUA e seus aliados durante a Segunda Guerra Mundial. Não por acaso, o Consolidated Catalina (nomeado em homenagem à ilha de Santa Catalina na costa do sul da Califórnia, cujo resort foi parcialmente popularizado pelo uso de anfíbios na década de 1930, incluindo Sikorskys e Douglas Dolphins) foi derivado de um barco voador puro para um anfíbio durante a guerra. Após a guerra, os militares dos Estados Unidos encomendaram centenas do Grumman Albatross e suas variantes para uma variedade de funções, como o barco voador puro foi tornado obsoleto por helicópteros que poderiam operar em condições de mar muito além do que o melhor hidroavião poderia gerenciar.
O desenvolvimento de anfíbios não se limitou ao Reino Unido e aos Estados Unidos. De qualquer forma, poucos projetos viram mais do que serviço limitado, pois havia uma preferência generalizada por hidroaviões, devido à penalidade de peso imposta pelo material rodante. A URSS também desenvolveu uma série de barcos voadores importantes, incluindo o amplamente utilizado utilitário Shavrov Sh-2 pré-guerra, e o anfíbio antissubmarino e de patrulha marítima Beriev Be-12 no pós-guerra. O desenvolvimento de anfíbios continua na Rússia com o multifunção Beriev Be-200, a jato, usado primariamente na luta aérea contra os incêndios. A Itália, que faz fronteira com o Mediterrâneo e o Adriático, tem uma longa história de aeronaves aquáticas que remontam ao primeiro avião italiano a voar. Embora a maioria não fosse de anfíbios, alguns eram, incluindo o Savoia-Marchetti S.56A e o Piaggio P.136.
As aeronaves anfíbias foram particularmente úteis no terreno implacável do Alasca e do norte do Canadá, onde muitos permanecem em serviço civil, fornecendo às comunidades remotas ligações vitais com o mundo exterior. O Canadian Vickers Vedette foi desenvolvido para patrulhamento florestal em áreas remotas, antes um trabalho que era feito de canoa e levava semanas podia ser realizado em horas, revolucionando a conservação florestal. Embora bem-sucedidos, os anfíbios de casco como ele acabaram se mostrando menos versáteis do que os anfíbios com flutuadores e não são mais tão comuns quanto antes. Flutuadores que poderiam ser acoplados a quaisquer aeronaves foram desenvolvidos, transformando qualquer aeronave em um anfíbio, e estes continuam a ser essenciais para entrar nos locais mais remotos durante os meses de verão, quando as únicas áreas abertas são as hidrovias.
Apesar dos ganhos dos anfíbios com flutuadores, os pequenos anfíbios de casco continuaram a ser desenvolvidos na década de 1960, com o Republic RC-3 Seabee e o Lake Buccaneer se mostrando populares, embora nenhum deles tenha sido um sucesso comercial devido a fatores além do controle de seus fabricantes. Muitos hoje são construídos em casa, por necessidade, pois a demanda é muito pequena para justificar os custos de desenvolvimento, com o Volmer VJ-22 Sportsman sendo uma escolha popular entre as muitas ofertas.
Com o aumento da disponibilidade de pistas de pouso e decolagem em comunidades remotas, menos aeronaves anfíbias são fabricadas hoje do que no passado, embora um punhado de aeronaves anfíbias ainda sejam produzidas, como o Canadair CL-415, o ICON A5 e a versão anfíbia do Cessna 208 equipada com flutuadores. Em 2000, o fabricante brasileiro Seamax Aircraft realizou o primeiro voo do Seamax M-22, categorizado como ALE (Aeronave Leve Esportiva). Até 2018, 160 M-22 foram fabricados.
O desenvolvimento dos anfíbios continuou no novo milénio. O ShinMaywa US-2 foi desenvolvido na década de 2000 no Japão para a Força Marítima de Autodefesa do Japão. O maior avião anfíbio já construído, de tamanho aproximado a do Boeing 737, o AG600 da chinesa AVIC, realizou seus primeiros voos de teste entre 2017 e 2020.